# 漢武洞冥記
《洞冥記》全稱《漢武洞冥記》、《汉别国洞冥记》、《汉武帝别国洞冥记》等，凡四卷。舊本题後漢郭憲撰。
《洞冥记》與《汉武故事》、《汉武内传》合稱漢武三傳。然而《洞冥记》是否出自郭宪之手，尚无定论。《洞冥记》專記神仙道术，内容多荒诞不經，如羲和、三足烏，多為後世所采摭徵引。書中有序说：“汉武帝明俊特异之主，东方朔因滑稽浮诞以匡谏，洞心於道教，使冥迹之奥昭然显著，今籍旧史之所不载者，聊以闻见，撰《洞冥记》4卷，成一家之书。”顾野王曾作《续洞冥记》一卷。